# Life on Mars (US-amerikanische Fernsehserie)
Life on Mars ist eine US-amerikanische Fernsehserie, die von 2008 bis 2009 beim Network ABC ausgestrahlt wurde. Es handelt sich um ein Remake der britischen Serie Life on Mars – Gefangen in den 70ern.

## Handlung
Nachdem der New Yorker Polizist Sam Tyler im Jahr 2008 bei der Jagd nach einem Mörder, der Tylers Freundin Maya Daniels entführt hat, von einem Auto angefahren wird, erwacht er plötzlich im Jahr 1973. Dort arbeitet er als Polizist im 125. Revier unter der Leitung von Lieutenant Gene Hunt. Neben der täglichen Polizeiarbeit, durch die er auf seine Eltern trifft, sich selber als kleinen Jungen sieht und Menschen begegnet, die er in der Zukunft als Verbrecher verhaftet, versucht er zu begreifen, was mit ihm geschehen ist. Er stellt verschiedene Theorien auf, nach denen er im Koma liegt, eine Zeitreise gemacht hat, unter Drogen steht, von Außerirdischen entführt wurde, oder das Jahr 2008 nur seiner Phantasie entspringt.
In Wirklichkeit sind Tyler und die anderen Polizisten des 125. Reviers Astronauten, die im Jahr 2035 zum Mars fliegen und sich während des knapp zweieinhalbjährigen Fluges im Tiefschlaf befinden. Seine Identität als Polizist im Jahr 2008 beruht auf einer gewollten Neuronalstimulation während des Schlafes, der Zeitsprung ins Jahr 1973 war ein durch einen Meteoritensturm verursachter Fehler.

## Figuren
Sam Tyler
Sam Tyler (Jason O’Mara) ist ein New Yorker Polizist. Nachdem er im Jahr 2008 bei der Jagd nach einem Mörder von einem Auto angefahren wird, wacht er plötzlich im Jahr 1973 auf. Tyler versucht zu verstehen, was mit ihm geschehen ist, und will herausfinden, wie er wieder zurück nach 2008 kommen kann.
Ray Carling
Ray Carling (Michael Imperioli) arbeitet als Detective im 125. Revier. Lieutenant Gene Hunt ist sein Mentor. Er mag Sam Tyler nicht, weil er auf eine Beförderung hofft und befürchtet, dass der neue Kollege ihm vorgezogen wird.
Annie Norris
Annie Norris (Gretchen Mol) ist als Polizistin im Jahr 1973 eine Seltenheit und hat unter den Vorurteilen ihrer Kollegen zu leiden. Ihr Spitzname ist „Tittie“ (im Original „No Nuts“). Sie hat Psychologie studiert. In der letzten Folge wird sie zum Detective befördert.
Chris Skelton
Chris Skelton (Jonathan Murphy) ist als Polizist ein Neuling, der durch Sam Tyler viel über polizeiliche Ermittlungsarbeit lernt.
Eugene „Gene“ Hunt
Gene Hunt (Harvey Keitel) ist der Vorgesetzte von Sam Tyler im Jahr 1973. Er missachtet die Vorschriften, verprügelt Verdächtige, manipuliert Beweise und trinkt während des Dienstes Alkohol. Hunt ist geschieden und hat drei Töchter.

## Episodenliste
| Nr. | Deutscher Titel                                                                       | Originaltitel                                             | Erstausstrahlung USA | Deutschsprachige Erstausstrahlung (D) | Regie            | Drehbuch                                     |
| --- | ------------------------------------------------------------------------------------- | --------------------------------------------------------- | -------------------- | ------------------------------------- | ---------------- | -------------------------------------------- |
| 1 | Auf den Feldern der Vergangenheit                                                     | Out Here in the Fields                                    | 9. Okt. 2008         | 14. Mai 2014                          | Gary Fleder      | Josh Appelbaum, André Nemec, Scott Rosenberg |
| Nachdem der Polizist Sam Tyler im Jahr 2008 bei der Jagd nach einem Mörder von einem Auto angefahren wird, erwacht er im Jahr 1973, wo er als der neue Kollege aus Hyde im 125. Revier arbeitet. In seinem ersten Fall geht es um einen Mord, der offenbar auf die gleiche Weise ausgeführt wurde, wie von dem Mörder, den er 2008 verfolgte. Als der Täter gefasst wird, stellt sich heraus, dass er der Nachbar des Jungen ist, der 2008 zu dem Mörder wird, den Tyler jagt und der dessen Freundin Maya Daniels entführt hat. |                                                                                       |                                                           |                      |                                       |                  |                                              |
| 2 | Sam Tylers wahre Abenteuer, hypothetisch gesehen                                      | The Real Adventures of the Unreal Sam Tyler               | 16. Okt. 2008        | 14. Mai 2014                          | Michael Katleman | Bryan Oh                                     |
| Die Polizei verhaftet Kim Trent, den sie verdächtigt, an drei Banküberfällen beteiligt gewesen zu sein. Nachdem er aufgrund mangelnder Beweise wieder freigelassen wird, begeht er einen vierten Überfall, in dessen Verlauf er von Lieutenant Gene Hunt erschossen wird. Es stellt sich heraus, dass June, die im Polizeirevier als Sekretärin arbeitet, Trents Komplizin war. Aufgrund ihrer Aussage können Tyler und seine Kollegen Trents andere Komplizen verhaften, während diese gerade eine Heroinlieferung in Empfang nehmen. |                                                                                       |                                                           |                      |                                       |                  |                                              |
| 3 | Mein Maharishi ist größer, als dein Maharishi                                         | My Maharishi Is Bigger Than Your Maharishi                | 23. Okt. 2008        | 21. Mai 2014                          | Michael Pressman | Tracy McMillan                               |
| Tyler und seine Kollegen untersuchen den Mord an einem Soldaten, der nach seiner Rückkehr aus dem Vietnamkrieg erschlagen wurde. Während Lieutenant Hunt Mitglieder der Antikriegsbewegung verdächtigt, finden Tyler und Annie Norris heraus, dass das Opfer homosexuell war und von seinem ebenfalls homosexuellen Vorgesetzten getötet wurde, der seine Homosexualität nach der Rückkehr aus dem Krieg verleugnet. |                                                                                       |                                                           |                      |                                       |                  |                                              |
| 4 | Junge, hast du sie gesehen, deine Mutter?                                             | Have You Seen Your Mother, Baby, Standing in the Shadows? | 30. Okt. 2008        | 21. Mai 2014                          | Alex Zakrzewski  | David Wilcox                                 |
| Sam Tyler trifft zufällig seine Mutter, die Probleme mit einem Kredithai hat, dem sie Geld schuldet. Es stellt sich heraus, dass der Boss des Kredithais Tylers Kollegen besticht. Als Tyler sich nicht bestechen lassen will, wird er von den Gangstern unter Drogen gesetzt und soll mit dabei gemachten, kompromittierenden Fotos erpresst werden. Nachdem Adrienne, die für die Gangster arbeitet und Sam hereingelegt hat, ihm die Negative gibt, wird sie dafür ermordet. Dies ist für Gene Hunt der Anlass, sich von den Verbrechern abzuwenden und sie zu verhaften. |                                                                                       |                                                           |                      |                                       |                  |                                              |
| 5 | Möglichkeiten in New York, wenn du denkst, dass du tot bist                           | Things to Do in New York When You Think You’re Dead       | 6. Nov. 2008         | 28. Mai 2014                          | Michael Katleman | Sonny Postiglione                            |
| Ein neunjähriges schwarzes Mädchen stirbt durch einen Sturz von einem Dach. Als Tyler und Carling versuchen, den Puerto-Ricaner Angel Ramirez zu verhaften, der das Mädchen laut Zeugenaussagen vom Dach gestoßen hat, kann dieser entkommen. Als Folge kommt es in der Stadt zu Rassenunruhen. Im Rahmen der Ermittlungen trifft Tyler auf Fletcher Bellow, der in der Zukunft sein Vorgesetzter und Mentor bei der Polizei ist. Nachdem Lieutenant Hunt seine Männer auffordert, Ramirez bei der Verhaftung zu erschießen, beschließen Tyler und Bellow gemeinsam nach dem Verdächtigen zu suchen, um ihn zu verhaften und ihn vor der angeordneten Lynchjustiz zu retten. Die beiden kommen auf dem Dach, von dem das Mädchen gestürzt ist, dazu, als Hunt und Carling Ramirez dort stellen und ihn töten wollen. Tyler bedroht Hunt mit der Waffe und erreicht so, dass dieser zuhört als Ramirez erzählt, dass der Sturz ein Unfall war. Hunt glaubt Ramirez und täuscht dessen Tod vor, um damit die Unruhen zu beenden und Ramirez vor dem Mob zu retten, der vor dem Haus wartet. |                                                                                       |                                                           |                      |                                       |                  |                                              |
| 6 | Über die Schmerzen unserer Zeit hinaus                                                | Tuesday’s Dead                                            | 13. Nov. 2008        | 28. Mai 2014                          | Daniel Minahan   | Adele Lim                                    |
| Tyler bekommt an einem defekten Telefon einen Anruf seiner Mutter aus der Zukunft. Sie erzählt ihm, dass sie eingewilligt hat, dass um zwei Uhr die Maschine, an die er angeschlossen ist, abgestellt wird und bittet ihn, ihr ein Zeichen zu geben, kann ihn aber nicht hören. Zeitgleich kommt es in einem Krankenhaus zu einer Geiselnahme durch Michael H., dessen Bruder durch einen Arzt lobotomiert wurde. Er fordert ein EEG-Gerät und eine Krankenschwester und verspricht alle Geiseln freizulassen, wenn seine Forderungen bis zwei Uhr erfüllt werden. Als die Geiseln freigelassen werden, geht Tyler in das Krankenhaus und trifft dort den Geiselnehmer mit seinem im Rollstuhl sitzenden Bruder. Tyler versucht, Michael zum Aufgeben zu überreden, worauf dieser droht, ihn zu erschießen. Als Tyler daran denkt, wie er Maya kennenlernte, muss er lächeln und hört auf einmal seine Mutter sagen, dass er lächelt. Auch Michaels Bruder lächelt, wodurch er abgelenkt wird und von der Polizei überwältigt werden kann.                                                |                                                                                       |                                                           |                      |                                       |                  |                                              |
| 7 | Er ist der Mann, der deine Welt verkauft, Sam                                         | The Man Who Sold the World                                | 20. Nov. 2008        | 4. Juni 2014                          | Darnell Martin   | Meredith Averill, Phil M. Rosenberg          |
| Sam Tylers Vater Vic wird nach einer Kindesentführung während der Lösegeldübergabe festgenommen. Er erzählt, dass er Wettschulden bei einer Gangsterfamilie hat und deshalb Botengänge erledigt. Später soll er das Geld an die Entführer übergeben und wird dafür verkabelt. Die Übergabe läuft schief, Vic Tyler wird angeschossen, Gangster und Geld sind verschwunden. Als Sam herausfindet, dass in Wahrheit sein Vater der Chef der Gangsterbande ist, stellt er ihn zur Rede und erzählt ihm, dass er sein Sohn ist und wie er unter dem spurlosen Verschwinden seines Vaters in seiner Kindheit gelitten hat. Vic entreißt seinem Sohn die Waffe, schießt ihn an und flieht. Im Krankenhaus fällt Sam ein Hinweis ein, den er von seinem Vater bekommen hat, und mit dem er in den Polizeiakten eine Adresse in Hastings findet. Als er dort ankommt, klingelt das Telefon und eine Stimme fordert ihn auf, in den Keller zu gehen. |                                                                                       |                                                           |                      |                                       |                  |                                              |
| 8 | Schauen sie sich diese Männer des Gesetzes an                                         | Take a Look at the Lawmen                                 | 28. Jan. 2009        | 4. Juni 2014                          | Brad Turner      | Sonny Postiglione, David Wilcox              |
| Bei einem Banküberfall wird durch eine verirrte Kugel eine Passantin vor der Bank getötet. Weil für die beiden Tatorte unterschiedliche Reviere zuständig sind, ermitteln sowohl Sam Tyler und seine Kollegen als auch Polizisten des 144. Reviers. Aufgrund der Rivalität zwischen Gene Hunt und Anthony Nunzio, dem Revierleiter des 144., ermitteln die Reviere dabei gegen- statt miteinander. Nachdem der Bankräuber, ein Flüchtling aus der Sowjetunion, gesteht und erklärt, dass er das Geld braucht weil seine Familie von der russischen Mafia gefangen gehalten wird, befreien alle Polizisten in einer gemeinsamen Aktion die Geiseln. Tyler beginnt zwischenzeitlich eine Affäre mit Maria Belanger, ohne zu wissen, dass sie Hunts Tochter ist. |                                                                                       |                                                           |                      |                                       |                  |                                              |
| 9 | Die dunkle Seite des Bruders provoziert                                               | The Dark Side of the Mook                                 | 4. Feb. 2009         | 11. Juni 2014                         | Rick Rosenthal   | Bryan Oh, Tracy McMillan                     |
| Tyler, Carling und Hunt werden vernommen, weil Carlings Bruder Eddie, der nach einem Raubüberfall gegen Zahlung einer Kaution auf freiem Fuß war, spurlos verschwunden ist. Eddie hatte zusammen mit zwei Komplizen den Börsenmogul Donovan Stamp bestohlen, und nachdem zwei seiner Komplizen geköpft worden waren, den Raubüberfall begangen, um im Gefängnis in Sicherheit zu sein. Die Kaution hat Sam Tyler bezahlt, der auf dem Anwesen in Hastings eine kopflose Leiche ausgegraben hatte, und jetzt Stamp verdächtigt, die Morde beauftragt zu haben. Als ein Mann mit dem Kopf des einen Toten ins Polizeirevier kommt und die Morde gesteht, kann der Verdacht nicht erhärtet werden. Nach Beendigung der Verhöre wird die Tonbandaufzeichnung von Tylers Aussage einer Behörde namens Aries Project übergeben. |                                                                                       |                                                           |                      |                                       |                  |                                              |
| 10 | Unheimliches Rendezvous der dritten Art?                                              | Let All the Children Boogie                               | 11. Feb. 2009        | 11. Juni 2014                         | Michael Katleman | Phil M. Rosenberg                            |
| Chris Skelton soll den Rockstar Sebastian Grace beschützen, der Morddrohungen erhalten hat. Als Grace mit dem Groupie Emily Wyatt in New Jersey ist, verschwindet das Mädchen dort spurlos. Sowohl Grace als auch Skelton, dem Grace LSD ins Getränk gemischt hatte, erzählen, dass Emily von einem UFO entführt wurde. Nachdem zunächst Grace und später ein Gitarrentechniker verdächtigt werden, Emily ermordet zu haben, findet Tyler sie ertrunken im Sumpf. Ein Experte des FBI erklärt den Beamten, dass das UFO tatsächlich ein experimenteller Militär-Hubschrauber ist, dessen Schubkraft Emily in den Sumpf gedrückt hat. |                                                                                       |                                                           |                      |                                       |                  |                                              |
| 11 | Dein Zuhause ist dort, wohin du dein Pistolenhalfter hängst                           | Home Is Where You Hang Your Holster                       | 18. Feb. 2009        | 18. Juni 2014                         | David Barrett    | Meredith Averill                             |
| Bei einer Razzia in einem Stundenhotel verhaftet die Polizei Stadtrat Prince, der Tyler erzählt, dass er aus dem Jahr 2009 ins Jahr 1973 gekommen sei und einen Weg nach Hause gefunden hätte. Auf dem Revier wird Prince von dem korrupten Polizisten Russell Ventura erschossen, der befürchtete, dass Prince ihn ins Gefängnis bringen würde. Als Ventura Hunts Tochter Maria als Geisel nimmt, um fliehen zu können, wird er von Annie Norris überwältigt. |                                                                                       |                                                           |                      |                                       |                  |                                              |
| 12 | Das einfache Geheimnis der Melodie in uns allen                                       | The Simple Secret of the Note in Us All                   | 25. Feb. 2009        | 18. Juni 2014                         | Jean de Segonzac | Becky Hartman Edwards, Adele Lim             |
| Bei den Ermittlungen nach dem Mord am Kolumnisten Joey Conway tritt Tyler auf Tony Crane, den er in der Zukunft wegen Mordes verhaftet hatte. Er verdächtigt ihn, Conway ermordet zu haben, weil dieser herausfand, dass Crane bereits mehrere Frauen ermordet hat und Cranes Freundin Eve Flannery überreden wollte, ihn zu verlassen. Nachdem Tyler Annie Norris erzählt, dass Crane in der Zukunft die Mordwaffe in seiner Laptoptasche versteckt, findet sie das Messer, mit dem Conway erstochen wurde, in Cranes Schreibmaschine. |                                                                                       |                                                           |                      |                                       |                  |                                              |
| 13 | Wer nur davon träumt, mich zu schlagen, sollte aufwachen und sich dafür entschuldigen | Revenge of Broken Jaw                                     | 4. März 2009         | 25. Juni 2014                         | Stephen Kay      | David Wilcox, Meredith Averill               |
| Bei zwei Bombenanschlägen sterben vier Polizisten, die zur Sondereinheit Red Squad gehörten. Zu den Anschlägen bekennt sich eine Untergrundorganisation, die mit der Hochschullehrerin Pat Olsen in Verbindung steht. Sam Tyler und Annie Norris finden heraus, dass Rodney Slaven, ein Mitglied der Organisation, genau vor einem Jahr mit einer Überdosis Hydromorphon ermordet wurde, und die Anschläge offenbar ein Racheakt sind, weil die Attentäter die Red Squad für Slavens Tod verantwortlich machen. Als Norris Beweise dafür findet, dass Olsen eine Affäre mit Slaven hatte, gesteht Olsens Ehemann den Mord an Slaven. Anschließend flieht er und stiehlt Lieutenant Hunts Wagen, der beim Starten des Motors explodiert. |                                                                                       |                                                           |                      |                                       |                  |                                              |
| 14 | Kaffee? Tee? Annie?                                                                   | Coffee, Tea, or Annie                                     | 11. März 2009        | 25. Juni 2014                         | David Petrarca   | Adele Lim, Bryan Oh                          |
| Um den Mörder der Stewardess Valerie zu finden, ermittelt Annie Norris, die der Toten zum Verwechseln ähnelt, Undercover. Sie bekommt vom Piloten Ronald Harris eine Einladung zu einer Swingerparty, auf der sie mit Sam Tyler erscheint. Norris wird von Harris’ Ehefrau entführt, die ihr gesteht, dass sie Valerie und noch eine weitere Stewardess aus Eifersucht getötet hat, weil sie meint, dass ihr Mann sich in die beiden verliebt hätte. Als Annies Kollegen zur Rettung erscheinen, hat sie die Täterin bereits überwältigt. |                                                                                       |                                                           |                      |                                       |                  |                                              |
| 15 | Alles Liebe, dein Weltuntergang                                                       | All the Young Dudes                                       | 18. März 2009        | 2. Juli 2014                          | Darnell Martin   | Sonny Postiglione, Tracy McMillan            |
| Sam Tyler hat sich in die Gangsterbande von Jimmy McManus eingeschleust. Dabei lernt er Jimmys Schwester Coleen kennen, die die Babysitterin des vierjährigen Sam ist und trifft außerdem seine Mutter wieder, die ihn bittet mit ihrem Sohn zu reden, weil der seit dem Verschwinden seines Vaters Probleme hat. Zunächst lehnt Sam ab, weil er Angst hat, etwas Falsches zu sagen, was ihn in seinem weiteren Leben negativ beeinflussen könnte, aber nachdem Annie ihm zuredet, willigt er ein. Als die Polizei McManus’ Bande verhaftet, kann Jimmy fliehen. Später stellt er Carling und Skelton eine Falle und schießt die beiden nieder. |                                                                                       |                                                           |                      |                                       |                  |                                              |
| 16 | Der lange Moment kurz vor dem Sprung                                                  | Everyone Knows It’s Windy                                 | 25. März 2009        | 2. Juli 2014                          | Alex Zakrzewski  | Mike Flynn                                   |
| Carling und Skelton haben den Anschlag von McManus überlebt, der kurze Zeit später erschossen aufgefunden wird. Tyler, den ein Zeuge vom Tatort wegrennen sah und in dessen Wohnung der FBI-Agent Frank Morgan die Tatwaffe findet, gerät unter Verdacht, McManus erschossen zu haben. Nachdem er mit Hilfe von Lieutenant Hunt aus dem Gefängnis fliehen konnte, stößt er auf die Aries Toy Company, die in den Mord verwickelt zu sein scheint. Dort findet er den Tatzeugen, der in Wahrheit nur ein Schauspieler ist, und wird von Agent Morgan mit Waffengewalt auf das Fabrikdach gezwungen, wo er Tyler überreden will vom Dach zu springen, indem er ihm erklärt, dass er damit wieder ins Jahr 2008 zurückkehren würde und ihm auch Details aus der Zukunft nennt. Die dazukommende Annie sagt Sam, dass Morgan sein Wissen aus Tylers psychologischer Akte habe und überzeugt ihn, nicht zu springen. Morgan, der in illegale Aktivitäten verwickelt ist und McManus selber erschossen hat, wird von Hunt und Carling verhaftet.                                                |                                                                                       |                                                           |                      |                                       |                  |                                              |
| 17 | Ein großer Schritt                                                                    | Life Is a Rock                                            | 1. Apr. 2009         | 9. Juli 2014                          | Michael Katleman | Scott Rosenberg                              |
| Sams Mutter kommt auf das Revier und erzählt, dass Vic Tyler bei ihr war und seinen Sohn entführt hat. Lieutenant Hunt und Tyler machen sich auf die Suche nach dem Jungen, dabei wird Sam von Vic überwältigt und entführt. In Hyde, wo Vic Tylers Boot liegt, kann Sam sich befreien und kämpft mit Vic, der während des Kampfes vom dazu gekommenen Hunt erschossen wird. Später bekommt Tyler einen Anruf, indem ihm gesagt wird, dass er nur noch eine Sache tun müsse, um nach Hause zu kommen. Er legt auf, weil er sich in Annie verliebt hat und entschlossen ist, im Jahr 1973 zu bleiben. In dem Moment erwachen Tyler und die anderen Astronauten aus ihrem Tiefschlaf und bereiten sich auf die Landung auf dem Mars vor. |                                                                                       |                                                           |                      |                                       |                  |                                              |

## Hintergrund
Life on Mars wurde vom 9. Oktober 2008 bis zum 1. April 2009 erstausgestrahlt. Die deutschsprachige Erstausstrahlung fand ab dem 14. Mai 2014 auf dem Pay-TV-Sender RTL Crime statt, dabei wurden jeweils zwei Folgen am selben Tag gesendet. Die deutsche Synchronisation entstand nach einem Dialogbuch von Stefan Sidak und Christian Weygand, der auch die Dialogregie führte, im Auftrag der Münchener Scalamedia.
Am 11. und 12. Juli 2014 wurden alle 17 Folgen vom Free-TV-Sender RTL Nitro gezeigt.

## Auszeichnungen
Emmyverleihung
- 2009: Nominierung in der Kategorie Outstanding Cinematography for a One Hour Series für Kramer Morgenthau

GLAAD Media Awards
- 2009: Nominierung in der Kategorie Outstanding Individual Episode (in a series without a regular LGBT character) für die Episode Mein Maharishi ist größer, als dein Maharishi

Satellite Awards
- 2008: Nominierung in der Kategorie Best Television Series, Drama
- 2008: Nominierung in der Kategorie Best Actor in a Supporting Role in a Series, Mini-Series or Motion Picture Made für Television Harvey Keitel

Writers Guild of America Award
- 2009: Nominierung in der Kategorie New Series für Josh Appelbaum, André Nemec, Scott Rosenberg, Becky Hartman Edwards, David Wilcox, Adele Lim, Bryan Oh, Tracy McMillan, Sonny Postiglione, Phil M. Rosenberg, Meredith Averill

## Synchronisation
Life on Mars wurde 2013 bei der Münchener Scalamedia GmbH synchronisiert. Das Dialogbuch schrieben Stefan Sidak und Christian Weygand, der auch die Dialogregie führte.
| Darsteller        | Deutscher Sprecher | Rolle                   |
| ----------------- | ------------------ | ----------------------- |
| Jason O’Mara      | Marcus Off         | Detective Sam Tyler     |
| Michael Imperioli | Stefan Lehnen      | Detective Ray Carling   |
| Gretchen Mol      | Claudia Lössl      | Annie Norris            |
| Jonathan Murphy   | Tim Schwarzmaier   | Detective Chris Skelton |
| Harvey Keitel     | Joachim Kerzel     | Lieutenant Gene Hunt    |